# José Leonardo Cáceres
José Leonardo Cáceres Ovelar (n. Fernando de la Mora (Paraguay), Departamento Central, Paraguay; 28 de abril de 1985) es un exfutbolista paraguayo que se desempeñaba como defensor central.
Anunció su retiro del fútbol profesional en febrero de 2019, a los 33 años de edad, debido a constantes lesiones y problemas en una de sus rodillas. Su último partido oficial lo disputó el 9 de agosto de 2016 en la derrota de su club Cerro Porteño ante Fénix de Uruguay, por la Copa Sudamericana de aquel año.

## Trayectoria

### Inicios (2005-2007)
Leonardo empezó jugando en el Independiente de Campo Grande de su país. En 2006, pasó al Resistencia. Luego, en 2007, fichó por el Silvio Pettirossi.

### Deportes Tolima (2008)
En el año 2008, tuvo su primera experiencia en el extranjero, al fichar por el Deportes Tolima de Colombia.

### Regreso al fútbol paraguayo (2009-2014)
En 2009 Cáceres regresar a Paraguay para jugar por Sportivo Trinidense. En el año 2012, ficha por el Club Nacional de su país, donde en 2014 fue finalista de la Copa Libertadores 2014.

### Colo Colo (2015)
En 2015, parte cedido por un año al Colo Colo de Chile.
Su debut fue el 1 de febrero de 2015 por la Fecha 4 del Clausura 2015 ante O'Higgins en Rancagua, victoria de los albos por 2-0 Cáceres salió al minuto 64 por Luis Pavez, Cáceres fue titular hasta la fecha 6, con el regreso de Julio Barroso quedaría relegado a la banca.
El 18 de febrero Colo Colo debutaba en la Copa Libertadores 2015 ante Atlético Mineiro en el Estadio Monumental, victoria por 2-0 de los albos y Cáceres ingreso en el entretiempo en desmedro de Julio Barroso.
El 7 de abril de 2015 el jugador de 29 años marco su primer gol con la camiseta del popular, por la Fecha 4 de la Copa Libertadores 2015 ante Atlas de Guadalajara en México, marco el 3-1 definitivo al 93 tras centro de Emiliano Vecchio y este sólo debió cabecear.
En el Clausura 2015 los albos terminaron segundos detrás de Cobresal (jugo 9 partidos) y en la Copa Libertadores de América quedaron en fase de grupos, Leonardo jugo los 6 partidos y anotó un gol.
El 31 de octubre de 2015 se jugaba el clásico del fútbol chileno, Colo Colo enfrentaba a la Universidad de Chile, en el Estadio Monumental los albos ganarían 2-0 y alargarían a 14 años sin perder ante la U en el Monumental, Cáceres jugo todo el partido.
El 2 de diciembre de se jugaba la final de la Copa Chile 2015 en el Estadio La Portada de La Serena, el Cacique enfrentaba a la U en "La Final Soñada" según muchos expertos e hinchas de ambos clubes, al final empatarían 1-1 y el campeón se definiría en penales, donde la U fue más y Johnny Herrera marco el 5-3 definitivo.
El 6 de diciembre se supone que debía jugarse la última fecha del Apertura 2015 entre albos y caturros, pero hubo una batalla campal entre ambas hinchas y el partido se suspendió, finalmente Colo-Colo sería el campeón pero Leonardo no pudo levantar la Copa, por dicho torneo Leonardo solo jugo 6 encuentros.

## Clubes
| Club                          | País     | Año         |
| ----------------------------- | -------- | ----------- |
| Independiente de Campo Grande | Paraguay | 2005 - 2006 |
| Resistencia                   | Paraguay | 2006 - 2007 |
| Silvio Pettirossi             | Paraguay | 2007        |
| Deportes Tolima               | Colombia | 2008        |
| Sportivo Trinidense           | Paraguay | 2009 - 2011 |
| Nacional                      | Paraguay | 2012 - 2014 |
| Colo Colo (cedido)            | Chile    | 2015        |
| Cerro Porteño                 | Paraguay | 2016 - 2019 |

## Estadísticas
- Actualizado al 5 de diciembre de 2015.

| Club                         | Temporada           | Liga Nacional | Liga Nacional | Copas Nacionales | Copas Nacionales | Copas Internacionales | Copas Internacionales | Total    | Total |
| Club                         | Temporada           | Partidos      | Goles         | Partidos         | Goles            | Partidos              | Goles                 | Partidos | Goles |
| ---------------------------- | ------------------- | ------------- | ------------- | ---------------- | ---------------- | --------------------- | --------------------- | -------- | ----- |
| Deportes Tolima · Colombia   | 2008                | ?             | 1             | -                | -                | -                     | -                     | ?        | 1     |
| Deportes Tolima · Colombia   | Total               | ?             | -             | -                | -                | -                     | -                     | ?        | 1     |
| Sportivo Trinidense Paraguay | 2010                | 38            | 3             | -                | -                | -                     | -                     | 38       | 3     |
| Sportivo Trinidense Paraguay | Total               | 38            | -             | -                | -                | -                     | -                     | 38       | 3     |
| Nacional Paraguay            | 2012                | 14            | 0             | -                | -                | -                     | -                     | 14       | 0     |
| Nacional Paraguay            | 2013                | 31            | 0             | -                | -                | 4                     | -                     | 35       | 0     |
| Nacional Paraguay            | 2014                | 31            | 0             | -                | -                | 14                    | -                     | 45       | 0     |
| Nacional Paraguay            | Total               | 76            | 0             | -                | -                | 18                    | 0                     | 94       | 0     |
| · Colo Colo · Chile          | 2015                | 15            | 0             | 1                | 0                | 6                     | 1                     | 22       | 1     |
| · Colo Colo · Chile          | Total               | 15            | 0             | 1                | 0                | 6                     | 1                     | 22       | 1     |
| Total en su carrera          | Total en su carrera | 129           | 4             | 1                | 0                | 24                    | 1                     | 154      | 5     |

## Palmarés

### Torneos nacionales
| Título           | Club          | País     | Año    |
| ---------------- | ------------- | -------- | ------ |
| Primera División | Colo-Colo     | Chile    | 2015-A |
| Primera División | Cerro Porteño | Paraguay | 2017-C |

- Datos: Q16745239